# De sang-froid (film, 1967)
Pour les articles homonymes, voir De sang-froid.
Pour plus de détails, voir Fiche technique et Distribution.
De sang-froid (titre original : In Cold Blood) est un film de Richard Brooks réalisé en 1967, adapté de l'œuvre littéraire du même nom de Truman Capote.

## Synopsis
C'est l'histoire, inspirée d'un fait divers, de deux hommes repris de justice qui, le 15 novembre 1959 à Holcomb, petite ville du Kansas, assassinent froidement et sans aucun mobile une famille d'agriculteurs.

## Fiche technique
- Titre : De sang-froid
- Titre original : In Cold Blood
- Réalisation : Richard Brooks
- Scénario : Richard Brooks, d'après le livre du même nom de Truman Capote
- Photographie : Conrad L. Hall
- Musique : Quincy Jones
- Production : Columbia Pictures
- Pays de production :  États-Unis
- Format : Noir et blanc/35 mm scope Panavision
- Durée : 134 min
- Genre : Drame
- Dates de sortie :
  - États-Unis : 14 décembre 1967
  - France : 20 mars 1968[1], ressortie le 19 novembre 2003

## Distribution
- Robert Blake : Perry Smith
- Scott Wilson : Dick Hickock
- John Forsythe : Alvin Dewey
- John McLiam : Herbert Clutter
- Paul Stewart : le journaliste Jensen
- Jeff Corey : M. Hickock
- Charles McGraw : Tex Smith
- Gerald S. O'Loughlin : Harold Nye
- John Gallaudet : Roy Church
- James Flavin : Clarence Duntz
- Will Geer : le procureur
- Jim Lantz : l'inspecteur Rohleder
- Sheldon Allman : le révérend Post

## Autour du film
- Authenticité. Richard Brooks, par souci d'authenticité, a tenu à filmer dans la maison même du crime, ainsi que dans le même palais de justice, où 7 des 12 jurés interprètent leur propre rôle, ainsi que le bourreau et le vendeur de costumes. Il a tenu également à filmer sans éclairage additionnel, rendant souvent le film particulièrement sombre, et surtout en noir et blanc « La peur , je ne vois ça qu'en noir et blanc »[2].
- Construction du récit. La caractéristique du film est dans sa construction parallèle : il présente les retrouvailles de deux jeunes gens et leur voyage jusqu'à Holcomb, émaillé de flashbacks retraçant principalement l'histoire de Perry, alternant en parallèle avec des séquences présentant la paisible famille Clutter. La convergence attendue de ces deux récits, le quadruple meurtre, est éludée pour passer à la découverte des corps le lendemain par des amis et le début de l'enquête. Le récit parallèle de la cavale des deux jeunes gens et de l'enquête se poursuit, jouant souvent d'effets de mouvements d'image pour passer de l'un à l'autre. Ce n'est que lorsque les deux protagonistes sont arrêtés et interrogés que sont insérés des flash backs sur le meurtre lui-même et que le récit devient linéaire. Ce choix de construction, ainsi que le souci apporté aux portraits psychologiques, permet au film de conserver le recul pris par Truman Capote lors de son enquête sur ce fait divers authentique.

## Comparaison avec le livre
Le film In Cold Blood est très proche du roman de Truman Capote, notamment car l’auteur du roman lui-même a pris la décision de participer à ce projet et a aussi travaillé sur le film. En effet, nous observons que le rythme binaire du roman est largement conservé et même mis en avant par les procédés propres au genre cinématographique, surtout dans le début du film avec les passages sur la famille Clutter et d’autres sur l’arrivée de Perry et Dick, une image particulièrement lors de laquelle le père Clutter se rase, baisse la tête vers le lavabo, et la scène change et on voit la tête de Perry en train de se raser qui apparaît à l’écran.
Le film est donc très fidèle au récit de Capote, dans le sens où le but est de retranscrire le fait divers et le travail d’enquêteur, et qu’il parvient à merveille à retranscrire à l’image. Le réalisateur Richard Brooks va plus loin dans le réalisme : des scènes sont tournées dans la maison même des Clutter qui nous apparaît comme décor de cinéma alors que c’est la véritable maison de la famille assassinée, la scène du procès du film se déroule dans la salle même du procès de 1960 où les deux accusés ont été jugés. En outre certaines personnes réelles ont joué leur propre personnage (jurés, commerçant…). Histoire médiatique d’une fiction et de ses résurgences, le film instaure deux ruptures par rapport au récit de Capote : le réalisateur change certains détails du livre, il fait notamment apparaître un journaliste qui représente Capote tout en étant son opposé physique ; surtout, le film se revendique comme étant contre la peine de mort lors de la dernière scène du film qui, contrairement au livre, ne suggère aucun dédoublement de fin mais uniquement la mort des criminels.

## Distinction
- National Film Preservation Board en 2008.